# Épistilbite
L'épistilbite est une espèce minérale du groupe des silicates, du sous-groupe des tectosilicates et de la famille des zéolites. Sa formule chimique est CaAl2Si6O16·5H2O avec des  traces de fer (Fe), de magnésium (Mg), de sodium (Na) et de potassium (K). Les cristaux peuvent atteindre 3 cm.

## Inventeur et étymologie
Déjà étudiée imparfaitement par Breithaupt en 1823, c'est désormais la description du minéralogiste allemand Rose de 1826 qui fait référence. Son nom viendrait du grec «epi». Elle est proche de la stilbite, espèce à laquelle elle ressemble mais sans réel autre point commun que cette ressemblance.

## Topotype
Breiðdalur- Berufjörður, comté de Suður-Múlasýsla, Islande

## Cristallographie
Les paramètres cristallins de ce cristal sont les suivants :
- a = 9,08 Å;
- b = 17,74 Å;
- c = 10,25 Å;
- β = 124,5 °.

- Ratio a:b:c = 0.512 : 1 : 0.578
- Volume de la maille élémentaire : 1 360,68 Å3 (calculé à partir de la maille élémentaire)

## Cristallochimie
- C'est un dimorphe de la Goosecreekite (it).

## Gitologie
Comme produit d'altération dans les cavités des basaltes et des gneiss.

### Minéraux associés
- Le quartz
- Les zéolites

## Synonymes
- Monophane (Breithaupt 1823)  [3]
- Orizite
- Oryzite (Grattarolla 1878) [4]

## Galerie

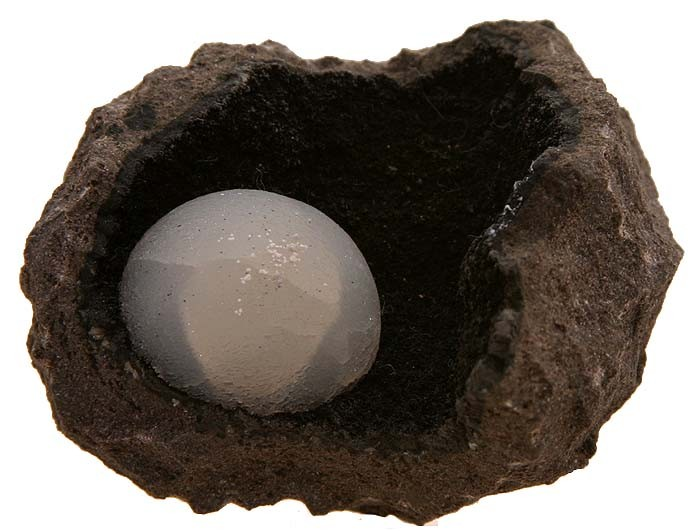
Épistilbite dans une géode
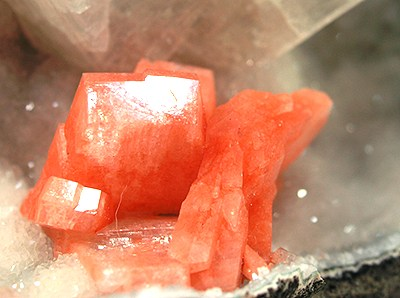
Epistilbite saumonée -  Jalgaon Inde
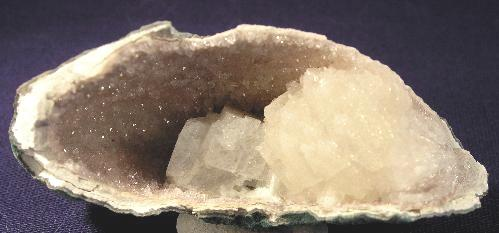
Dans une druse avec de la chabazite
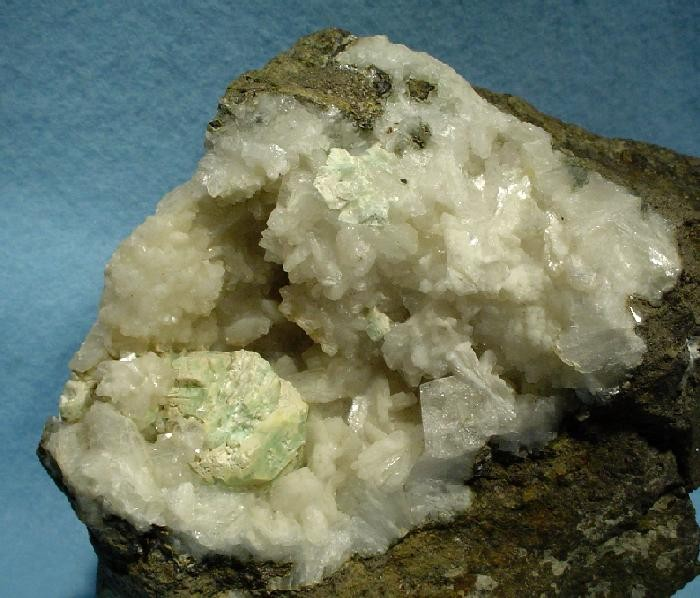
Epistilbite Hirado Japon

## Gisements remarquables
- Brésil

Carrière Municipale, Morro Reuter, Rio Grande do Sul
- Canada

Laurel, Wentworth, Argenteuil RCM, Laurentides, Québec
- France

Grande Terre, archipel des Kerguelen
- Islande

Breiðdalur- Berufjörður, comté de Suður-Múlasýsla, topotype
- Inde

District de Jalgaon, Maharashtra
Mahodari, District de Nashik, Maharashtra
- Japon

Île d'Hirado, Préfecture de Nagasaki, Région de Kyūshū
- Suisse

Gibelbach, Fiesch, Goms, Valais